# Alfredo Cosentino
Alfredo Cosentino (Guardavalle, 18 febbraio 1966) è un ex maratoneta italiano.

## Campionati nazionali
1996
- 10º ai campionati italiani di maratona - 2h18'15"

2006
- Oro ai campionati italiani master di 10 km su strada, categoria SM35 - 32'44"[1]

## Altre competizioni internazionali
1994
- 4º alla Mezza maratona di Ostiano ( Ostiano)

1995
- 13º alla Maratona di Cesano Boscone ( Cesano Boscone) - 2h21'42"
- 9º alla Mezza maratona del Garda ( Gargnano) - 1h06'05"
- Bronzo alla Mezza maratona della Valcamonica ( Esine)
- 24º al Cross delle Pradelle ( Domegge di Cadore) - 34'56"
- Argento al Cross di Azzano ( Azzano San Paolo)

1996
- 16º alla Maratona d'Italia ( Carpi) - 2h18'15"
- Bronzo alla Maratona di Bergamo ( Bergamo) - 2h20'13"
- 13º alla Maratona dell'Alto Adige ( Egna) - 2h30'28"
- 34º alla Mezza maratona del Garda ( Gargnano) - 1h05'10"

1997
- Bronzo alla Maratona dell'Alto Adige ( Egna) - 2h20'21"
- 20º alla Maratona di Cesano Boscone ( Cesano Boscone) - 2h24'49"
- Bronzo alla Maratonina delle Quattro Porte ( Pieve di Cento) - 1h03'23"
- Bronzo alla Mezza maratona di Ferrara ( Ferrara) - 1h04'44"
- 5º alla Maratonina della Pace ( Villa Lagarina) - 1h05'13"
- 7º alla Maratonina della Valle dei Laghi ( Pietramurata) - 1h05'13"
- Oro alla Maratonina dell'Epifania ( Cremona-Casalmorano)
- 7° al Cross della Badia ( Brescia) - 31'58"[2]

1998
- 15º alla Maratona di Venezia ( Venezia) - 2h20'54"
- 5º alla Maratona dell'Alto Adige ( Egna) - 2h22'05"
- 4º alla Maratonina della Pace ( Villa Lagarina) - 1h05'54"

1999
- 13º alla Maratona d'Italia ( Carpi) - 2h22'45"
- 8º alla Maratona dell'Alto Adige ( Egna) - 2h22'01"
- 11º alla Mezza maratona di Paderno Dugnano ( Paderno Dugnano) - 1h06'11"
- 8º alla Kimono Speed Runners Tour ( Alessandria) - 30'07"
- Oro al Trofeo Alberto Zanni ( Vertova)[3]

2000
- 5º alla Maratona di Bergamo ( Bergamo) - 2h21'58"
- Oro alla Monza-Resegone ( Monza) - 3h00'54" (in squadra con Zenucchi e Poletti)[4]
- 17º alla Mezza maratona del Garda ( Gargnano) - 1h05'14"
- 6º alla Mezza maratona di Mantova ( Mantova) - 1h05'35"
- 14º alla Mezza maratona di Parma ( Parma) - 1h05'54"
- 5º alla Maratonina delle Quattro Porte ( Pieve di Cento) - 1h06'50"
- 5º alla Maratonina della Pace ( Villa Lagarina) - 1h06'08"
- Bronzo alla Mezza maratona della Valcamonica ( Esine) - 1h06'39"
- Argento alla Mezza maratona dei Cinque Castelli ( Bedizzole) - 1h06'46"
- 6º alla Corsa del Lupos ( Lumezzane), 12,9 km - 41'10"
- 10º al Palio delle Porte ( Martinengo), 9,9 km - 30'43"

2001
- 7º alla Maratonina delle Quattro Porte ( Pieve di Cento) - 1h06'58"
- Oro alla Monza-Resegone ( Monza) - 3h05'37" (in squadra con Zenucchi e Poletti)[5]

2002
- Oro alla Monza-Resegone ( Monza) - 3h13'06" (in squadra con Zenucchi e Lorenzo Merli)[5]
- Bronzo alla Mezza maratona del Garda ( Gargnano) - 1h05'24"
- Bronzo alla Mezza maratona di Verona ( Verona) - 1h06'12"
- Bronzo alla Mezza maratona di Cremona ( Cremona) - 1h06'15"
- 5º alla Mezza maratona della Valcamonica ( Esine) - 1h06'52"
- 16º alla Maratonina di Primavera ( Merano) - 1h07'14"
- Bronzo alla 5 Castelli Half Marathon ( Bedizzole) - 1h07'08"
- 12º alla Maratonina della Pace ( Villa Lagarina) - 1h09'04"
- Oro alla Montefortiana Turà ( Monteforte d'Alpone) - 1h10'04"
- 13º al Palio delle Porte ( Martinengo) - 31'21"

2003
- 10º alla Mezza maratona del Garda ( Gargnano) - 1h05'58"
- Argento alla Mezza maratona dei Cinque Castelli ( Bedizzole) - 1h06'38"
- 8º alla Mezza maratona di Cremona ( Cremona) - 1h06'48"[6]
- 6º alla Mezza maratona di Verona ( Verona) - 1h07'31"
- Bronzo alla Mezza maratona di Bergamo ( Bergamo) - 1h08'32"
- 14º alla Maratonina della Pace ( Villa Lagarina) - 1h08'34"
- 4º alla Mezza maratona di Piacenza ( Piacenza) - 1h08'46"

2004
- 4º alla Mezza maratona di Brescia ( Brescia) - 1h06'42"
- 14º alla Mezza maratona del Garda ( Toscolano Maderno) - 1h06'45"
- 5º alla Mezza maratona di Verona ( Verona) - 1h06'47"
- 12º alla Mezza maratona di Cremona ( Cremona) - 1h07'21"
- 16º alla Dieci Miglia del Garda ( Gargnano), 10 miglia - 52'07"
- Bronzo alla Corsa della Canonica ( Barzanò) - 30'53"
- 21° alla Corrida di San Lorenzo ( Zogno), 8 km - 25'06"[7]

2005
- 7º alla Maratona di Brescia ( Brescia) - 2h25'16"
- Bronzo alla Mezza maratona di Treviglio ( Treviglio) - 1h07'53"[8]
- Argento alla Mezza maratona di Brescia ( Brescia) - 1h08'09"
- Bronzo alla Mezza maratona di Piacenza ( Piacenza) - 1h08'32"
- 7º alla Mezza maratona di Castel Rozzone ( Castel Rozzone) - 1h08'52"
- Bronzo alla Montefortiana Turà ( Monteforte d'Alpone) - 1h11'07"
- Argento alla Corsa della Canonica ( Barzanò) - 30'51"[9]

2006
- 11º alla Mezza maratona del Garda ( Toscolano Maderno) - 1h06'49"
- 5º alla Mezza maratona di Castel Rozzone ( Castel Rozzone) - 1h07'51"
- 17° alla Mezza maratona di Treviglio ( Treviglio) - 1h12'53"
- Oro al Grand Prix del Sebino ( Paratico) - 32'44"[10]

2007
- 9º alla Mezza maratona del Garda ( Toscolano Maderno) - 1h09'11"
- 12º alla Mezza maratona di Brescia ( Brescia) - 1h10'42"
- 14º alla Mezza maratona di Treviglio ( Treviglio) - 1h12'42"
- Oro alla Corrilocri ( Locri) - 26'22"[11]

2008
- 8º alla Mezza maratona di Treviglio ( Treviglio) - 1h09'58"
- 41° alla Mezza maratona di Bergamo ( Bergamo) - 1h21'58"[12]
- 10° alla Maratonotte del Castello ( Capriolo) - 31'11"[13]
- 16º al Palio delle Porte ( Martinengo), 32'21"
- 19° al Trofeo Alberto Zanni ( Vertova)[14]

2009
- Bronzo ai Diecimila di Castel Rozzone ( Castel Rozzone), 10,5 km - 35'26"[15]

2010
- 6º alla Corsa sulla Quisa ( Paladina) - 27'32"[16]
- 21º al Trofeo Zappella ( Monasterolo del Castello) - 29'43"

2011
- Bronzo alla Vivicittà Cremona ( Cremona), 12 km - 41'23"[17]
- Oro alla StraGuardavalle ( Guardavalle), 6,5 km - 26'16"[18]

2013
- 19º ai Diecimila di Presezzo ( Presezzo) - 34'46"

2014
- 16º alla Mezza maratona di Castel Rozzone ( Castel Rozzone) - 1h20'08"
- 35º alla Mezza maratona sul Brembo ( Dalmine) - 1h20'43"
- 22º ai Diecimila di Presezzo ( Presezzo) - 35'27"